# Бергер (Мисури)
Бергер (енгл. Berger) град је у америчкој савезној држави Мисури.

## Демографија
По попису из 2010. године број становника је 221, што је 15 (7,3%) становника више него 2000. године.
| Група             | 2000.       | 2010.       |
| Белци             | 201 (97,6%) | 220 (99,5%) |
| Афроамериканци    | 1 (0,5%)    | 1 (0,5%)    |
| Азијати           | 1 (0,5%)    | 0 (0,0%)    |
| Хиспаноамериканци | 0 (0,0%)    | 0 (0,0%)    |
| Укупно            | 206         | 221         |